# 中華人民共和国の端の一覧
中華人民共和国の端の一覧（ちゅうかじんみんきょうわこくのはしのいちらん）は、中華人民共和国の領土の東西南北端の一覧である。

## 最高・最低地点
中華人民共和国の端。

### 標高・海抜
- 海抜から測定した地球上で最も高い地点は、中国・ネパール間国境にあるチベット自治区のエベレストの山頂である。その標高はわずかに異なるが、その最大の標高は8848.86 mとされる。

- 中央アジアにおいて最も低い地点は、新疆ウイグル自治区トルファン市近郊にあるトルファン盆地内のアイディン湖で、-154メートルである。

#### 輸送手段によって移動できる標高が高い地点
以下はすべてチベット自治区に一部または全てが存在する。
- 道路（峠）:「交通手段で到達可能」という定義においてはセモ・ラ（英語版）[要出典]が5,565 m (18,258 ft)で一番標高が高い地点となる。情報不足やアクセス制限の影響を受けている地域では、チベット内に他の標高が高い地点がある可能性も否めない。詳しくはカルドゥン・ラの5,359 m (17,582 ft)も参照。
- 電車: 青海・チベットの省の境のタングラ山脈にあるタングラ峠 5,072 m (16,640 ft)
- 空路: 四川省、稲城亜丁空港 標高4,411メートル (14,472 ft)[1]

#### 最高高度に位置する地理的特徴
以下はすべてチベット自治区に一部または全てが存在する。
- 湖: エベレスト北東斜面にある、標高6,368メートル (20,892 ft)のラグバ・プール（英語版）[2][より良い情報源が必要]
- 川: これらも道路と同様どれが一番高度に位置するかは明確に判明していないものの候補として、アッティン・ホー（ホー川の意）があり、アオン・ツォ（別名：ハグン・ツォ）に流れ込んでいる。北緯32度49分30秒 東経81度03分45秒 / 北緯32.82500度 東経81.06250度に位置し、6,100メートル (20,013 ft)である。また、ブラマプトラ川内のヤルンツァンポ川の上流にあるマカン川（英語版）は6,020メートル (19,751 ft)で北緯30度48分59秒 東経82度42分45秒 / 北緯30.81639度 東経82.71250度に位置する[3]。
- 島: オルバ・ツォで、海抜5,209メートル (17,090 ft)[4]。

### 最遠隔
- ユーラシア到達不能極は新疆ウイグル自治区のウルムチから約320 km (200 mi)の地点に位置し、そのユーラシア到達不能極はグルバンテュンギュト砂漠内北緯46度16.8分 東経86度40.2分 / 北緯46.2800度 東経86.6700度である。この地点は最も近い海より2,648 km (1,645 mi)離れている。

## 東西南北端

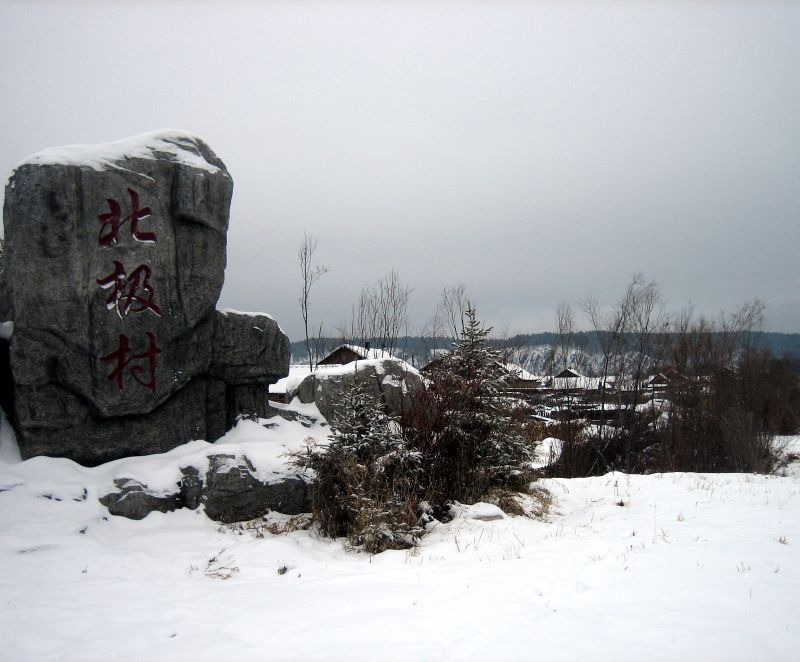
最北端

### 標高
- 最高: チベット自治区・エベレスト 8,849.87 m (29,035.0 ft) 北緯27度59分17秒 東経86度55分31秒 / 北緯27.98806度 東経86.92528度
- 最低: 新疆ウイグル自治区・トルファン盆地・アイディン湖 −154 m (−505 ft) 北緯42度47分 東経89度20分 / 北緯42.78度 東経89.34度

### 東西南北端

#### 大陸内
- 最北: 黒竜江省・漠河市 北緯53度33分 東経123度16分 / 北緯53.550度 東経123.267度
- 最南: 広東省・海安鎮（英語版） 北緯20度14分 東経109度56分 / 北緯20.233度 東経109.933度
- 最西: 新疆ウイグル自治区・アクト県もしくはウルグチャト県の中国＝タジキスタン国境に位置するマーカンス川（瑪爾坎蘇河）北緯39度22分48秒 東経73度30分00秒 / 北緯39.38000度 東経73.50000度[要出典]
- 最東: 黒竜江省・撫遠市のウスリー川 北緯47度44分09秒 東経134度46分08秒 / 北緯47.73583度 東経134.76889度[要出典]

#### 領土の全体
- 最北: 黒竜江省・漠河市 北緯53度33分 東経123度16分 / 北緯53.550度 東経123.267度
- 最南: 海南省の最南端（三亜市、北緯18度09分33秒 東経109度34分27秒 / 北緯18.15917度 東経109.57417度）は確定で最南端となる。中国側の主張ではジェームズ礁（北緯3度58分26秒 東経112度20分56秒 / 北緯3.97389度 東経112.34889度）が最南端となり、中国が実効支配を行っている地域でいえばクアテロン礁（北緯8度51分50秒 東経112度49分40秒 / 北緯8.86389度 東経112.82778度）が最南端となる。
- 最西: 新疆ウイグル自治区・アクト県もしくはウルグチャト県の中国＝タジキスタン国境に位置するマーカンス川（瑪爾坎蘇河）北緯39度22分48秒 東経73度30分00秒 / 北緯39.38000度 東経73.50000度[要出典]
- 最東: 黒竜江省・撫遠市のウスリー川 北緯47度44分09秒 東経134度46分08秒 / 北緯47.73583度 東経134.76889度[要出典]

#### 鉄道駅

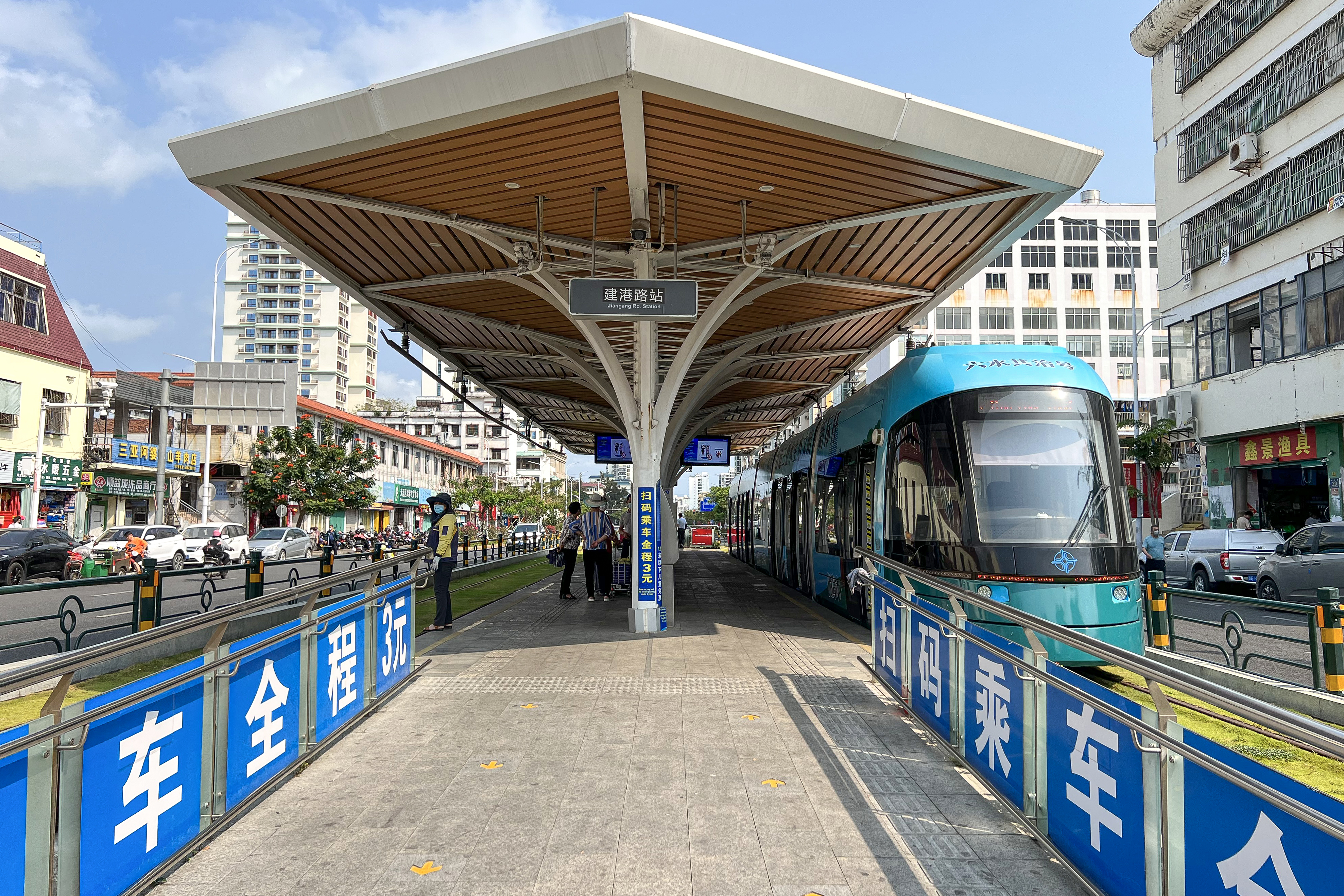
三亜有軌電車の建港路駅は、2023年現在、中国の全鉄道システムの中で最南端の鉄道輸送駅である。

- 最北: 黒竜江省・漠河駅 北緯52度59分14秒 東経122度30分01秒 / 北緯52.98722度 東経122.50028度
- 最南: 海南省・三亜市に位置する古い駅 北緯18度15分09秒 東経109度29分51秒 / 北緯18.25250度 東経109.49750度
- 最西: 新疆ウイグル自治区・アクト駅 北緯39度10分2.57秒 東経75度58分26.89秒 / 北緯39.1673806度 東経75.9741361度
- 最東: 黒竜江省・撫遠市の駅（2012年12月19日、中国はハルビンから北東へ17時間の場所にある撫遠市まで鉄道を延長した）

#### 自治体
- 最西: 新疆ウイグル自治区もしくはキジルス・キルギス自治州のウルグカット県・ジュグン（ジゲン）郷[5]・シムハナ村と考えられている[6][7]。